# وليامز ريسيفه
وليامز ريسيفه (29 يونيو 1986 بالبرازيل - ) هو لاعب كرة قدم برازيلي في مركز الهجوم. لعب مع نادي كوكسي ونادي اسبورتيفو نوفا اسبيرانزا.

## وصلات خارجية
- وليامز ريسيفه على موقع قاعدة بيانات كرة القدم.إي يو (الإنجليزية)
- وليامز ريسيفه على موقع Soccerway.com (الإنجليزية)